# Joseph A. Zilber
Pour l’article homonyme, voir Maurice Zilber.
Joseph Abraham Zilber (27 juillet 1923, Boston – 4 octobre 2009) est un mathématicien américain qui travaillait en topologie algébrique et théorie des catégories. Le théorème d'Eilenberg-Zilber, sur l'homologie singulière d'un produit, est nommé d'après Samuel Eilenberg et lui.

## Biographie
Joseph Abraham Zilber a obtenu à Harvard une licence en 1943, une maîtrise en 1946 et un doctorat en 1963, dirigé par Andrew Gleason. De 1948 à 1950, il a été instructeur à l'université Columbia et de 1950 à 1955 à l'université Johns-Hopkins. En 1955-56, il était professeur assistant à l'université d'Illinois, en 1956-57 Lecturer à l'université Northwestern et de 1957 à 1962 chercheur associé à l'université Brown. Zilber a enseigné à partir de 1962, comme professeur assistant puis professeur, à l'université d'État de l'Ohio, où il a pris sa retraite en 1992.
De 1958 à 1962, il était coéditeur des Mathematical Reviews. Il a été membre de la Mathematical Association of America plus de 60 ans  et de l'Association américaine pour l'avancement des sciences.
Il est mort après un long combat contre la maladie de Parkinson. Il était marié depuis 1954 et avait trois fils.